# Harina de otro costal (telenovela)
Harina de otro costal es una exitosa serie juvenil venezolana, producida y transmitida por la cadena Venevisión en el año 2010. Es una historia original de Mónica Montañés.
Protagonizada por Daniela Bascopé y Christian McGaffney, y con las participaciones antagónicas de Sabrina Seara y Adrián Delgado. Cuenta además con las actuaciones estelares de los primeros actores Mimí Lazo, Mayra Alejandra, Carlos Mata y Basilio Álvarez.

## Sinopsis
Valentina Fernández (Daniela Bascopé) es una mujer de alta clase hija de Don Aniceto que es dueño de una panadería que había montado con Don Plutarco, padre de Víctor Hernández (Christian McGaffney). 
Ambas familias son rivales por causa de una pelea entre ambos hombres pero lo que nadie se esperaba era que Valentina y Víctor quedaran completamente enamorados. 
Pero no todo les será fácil, tendrán que superar muchos obstáculos, enfrentarse a Cándida (Sabrina Seara), Calipe (Adrián Delgado) y sus familias para ser felices. Así comienza esta historia.

## Elenco
- Daniela Bascope - Valentina Fernández
- Christian McGaffney - Víctor Hernández
- Mimí Lazo - Maigualida de Hernández
- Mayra Alejandra - Carmen "Carmencita" de Fernández
- Carlos Mata - Plutarco Hernández
- Basilio Álvarez - Aniceto Fernández
- Adrián Delgado - Carlos Felipe Colón "Calipe"
- Sabrina Seara - Cándida Roca
- Iván Tamayo - Santos
- Crisol Carabal - Ángeles
- Henry Soto - Inocencio Roca
- Lourdes Valera - Gracia de Roca
- Carlos Villamizar - Jesús María
- Paula Bevilacqua - Linda
- Rhandy Piñango - Tranquilino
- Prakriti Maduro - Bella
- Freddy Galavís - Eráclito
- Paula Woyzechowsky - Pristina
- Lisbeth Manrique - Socorrito
- Mario Sudano - Edén
- Mariaca Semprún - Lorenza
- Marisol Matheus - Pragedes
- Jenny Valdés - Afrodita
- Alexander Solórzano - Custodio
- Raúl Hernández - Selocuido / Carlos Chirinos
- Geisy Rojas - Grecia
- Héctor Zambrano - Héctor
- Daniela Salazar - Adelita
- Andreína Carvo - Provimar
- Juliette Pardau - Coromoto "Coromotico" Hernández
- Rodolfo Salas - Plutarco "Plutarquito" Fernández
- Agustín Segnini - Cuartoekilo
- Génesis Oldenburg -
- Nelson Farías - Augusto
- María Laura Zambrano - Leidy
- Mariely Alcalá - Rose
- Luis Núñez
- Omar González
- Juan Simón Vila
- Akzomin Acosta
- Rafael Hernández
- Miguel Riviera
- Melisa Hinijosa
- Arismart Marichales
- Luis Pérez Pons - Gordo
- Mirtha Borges - Natividad Chirinos

## Emisiones internacionales donde se vio más la novela
- Estados Unidos: Telefutura lun a vier a las 16h00
- Ecuador: TC Televisión lun a vier a las 14h45
- El Salvador: Canal 6 lun a vier a las 8h00
- Honduras: Canal 30 lun a vier a las 17h
- Guatemala: Guatevisión lun a vier a las 16h
- Ecuador: Íntima Lun a Vier 12h
- Uruguay: VTV lunes a viernes a las 15:00
CV Novelas lunes a viernes a las 20:00
- Paraguay: Unicanal lunes a viernes a las 17:00
CV Novelas lunes a viernes a las 21:00

## Emisión y Audiencia
Fue estrenada el día 7 de abril de 2010 en el horario de las 20:00 y luego transferida a las 20:30; días después por bajo índice de audiencia, el canal decidió pasarla a las 15:30, pero al dar bajos números de índice de audiencia también en ese horario, luego de pasarla a las 16:00, los ejecutivos de Venevisión decidieron rebajar los capítulos para que la historia llegara hasta el 23 de junio.
Aparte de eso, el tiempo de transmisión fue recortado de seis días por semana (de lunes a sábado) a cinco (de lunes a viernes). A pesar de esto no fue transmitida en Venevisión Plus a las 23.00 en su horario alternativo que ofrecía a los televidentes que no podían verla en Venevisión como hacían con sus anteriores dramáticos.

## Producción
- Titular de Derechos de Autor de la obra original - Venevisión C.A
- Producida por - Venevisión C.A
- Producción Ejecutiva: Thais Campos
- Dirección General: Carlos Izquierdo
- Producción General: Consuelo Delgado
- Original: William Shakespeare
- Creado: Mónica Montañés

## Cronología
| Predecesor: Tomasa Tequiero | Telenovela Estelar de Venevisión 8pm/3pm/4pm 7 de abril de 2010 - 23 de junio de 2010 | Sucesor: La mujer perfecta |

- Datos: Q5892331